# Örtofta sockerbruk

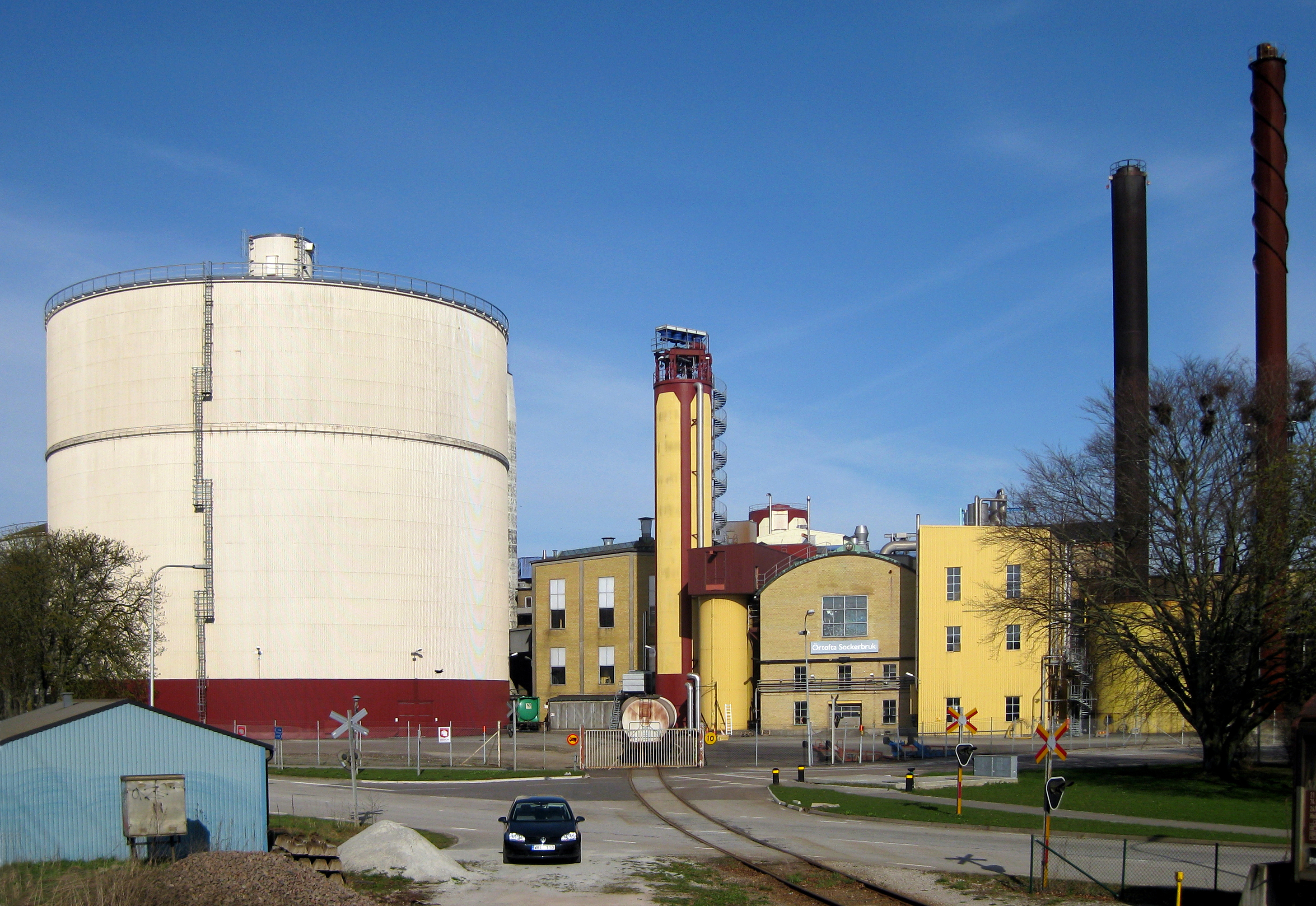
Örtofta sockerbruk.

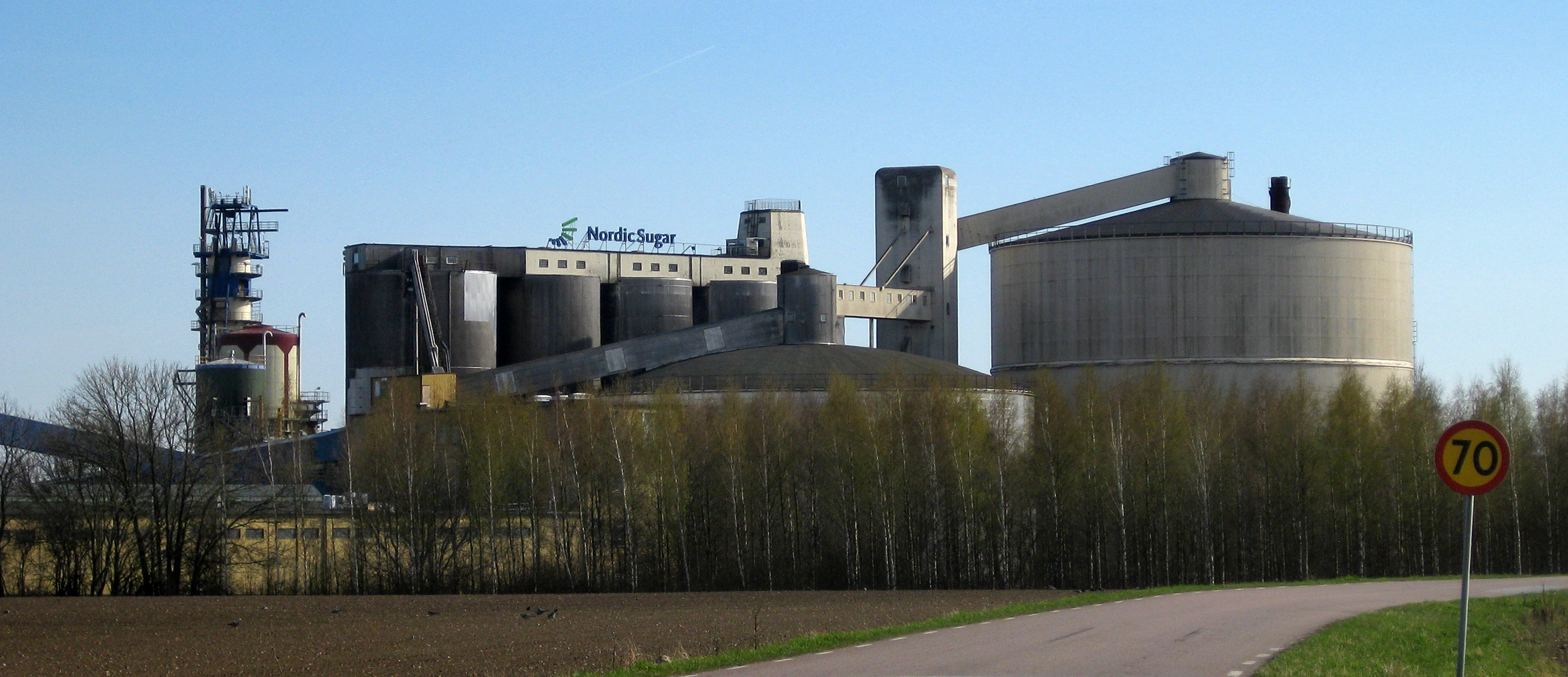
Sockerbruket på avstånd.

Örtofta sockerbruk är ett sockerbruk i Örtofta i Eslövs kommun. Bruket drivs av Nordic Sugar (med varumärket Dansukker), som ingår i tyska Nordzucker-koncernen.
Vid sockerbruket omvandlas sockerbetor till socker. Man överför även fjärrvärme till Lund och Eslöv via värmeledningar, så att energi från sockerbruket tas tillvara..

## Historik
Den 7 augusti 1889 inköptes cirka 25 ha mark från greve Dücker Örtofta. Fabriken byggdes med tegel från Eslövs Tegelbruk, 6 ångpannor levererades från Landskrona Gjuteri, 76 cisterner levererades från Kockums Mekaniska Verkstad, övrig utrustning levererades från Sudenburger Maschinenfabrik und Eisengiesserei, Magdeburg och F. Hallström Maschinenfabrik und Apparatebauanstalt, Nienburg. Uppförandet av byggnaderna leddes av muraren J. Olsson i Trellborg och timmermansförmannen Nils Lundgren i Malmö. Till den första betkampanjen år 1890 hade betor odlats på 888 hektar. År 1893 tog fabriken emot 37 104 ton betor. År 1894 anslöts saftstationen i Eslöv till Örtofta sockerbruk via en underjordisk rörledning. År 1897 köpte sockerbruket aktier för 175 000 kronor i det nybildade Sockerfabriks AB Union. År 1901 blev styrelsen åtalad för patentintrång.  År 1906 ökades aktiekapitalet från 700 000 kronor till 2 100 000 kronor. Samma år fick sockerbruket en 40 tons järnvägsvåg. År 1912 hade sockerbruket 66 helårsanställda och 220 kampanjarbetare. År 1921 byggdes diffusionssystemet om från att omfatta 14 diffusörer om vardera 4,2 kubikmeter till 12 diffusörer om vardera 8 kubikmeter. Efter 1938 års kampanj nedlades saftstationen i Eslöv.

### Ombyggnaden
År 1952 byggdes fabriken om från råsockerbruk till strösockerbruk. År 1951/52 tillverkade fabriken 18 867 ton råsocker. År 1953/54 tillverkade fabriken 23 748 ton strösocker.

### Efter ombyggnaden
År 1960 var kapaciteten 2 100 ton betor per dygn. År 1992 hade kapaciteten ökat till 7 300 ton betor per dygn. Fabriken är Sveriges enda kvarvarande betsockerbruk, sedan Köpingebro sockerbruk stängde 2006. Sockerraffinaderiet i Arlöv stängdes 2022. Tillverkningen i Arlöv har varit inriktad på sockerlösningar, siraper och andra specialsockerprodukter med utgångspunkt från råsocker från Örtofta sockerbruk.

## Explosion i kokpanna
Natten till den 18 november 2023 vid 03:45, inträffade en kraftig explosion i en av brukets kokpannor.
Explosionen förorsakade stora skador på anläggningen som var i full drift under den pågående sockerbetsskörden. 
Även tågtrafiken mellan Eslöv och Lund drabbades av stopp på grund av delar från byggnaden som rev ner ledningar över spåren.
Bruket som var i  full produktion i och med skördetiden hade 30 - 40 personer i arbete, men ingen människa skadades vid explosionen.  
| Titel       | Namn               | Bostadsort                  |
| ----------- | ------------------ | --------------------------- |
| greve       | J.H. Walter Dücker | Örtofta                     |
| friherre    | F.G. Gyllenkrok    | Sinclairsholm               |
| lantbrukare | A.C. Jacobeus      | Svenstorps säteri, Odarslöv |
| fabrikör    | Carl Tranchell     | Landskrona                  |
| förvaltare  | F.J.I. Möller      | Viderup                     |
| disponent   | Anders Johan Roman | Staffanstorp                |
| lantbrukare | Rasmus Åkesson     | Västra Hoby                 |

| År   | Juli | November | Medeltal under året |
| ---- | ---- | -------- | ------------------- |
| 1907 | 72   | 307      | 114                 |
| 1913 | 54   | 285      | 96                  |
| 1920 | 92   | 327      | 133                 |
| 1929 | 66   | 276      | 100                 |
| 1946 | 94   | 268      | 138                 |

### Betaktier
En del lantbrukare skaffade sig aktier i Örtofta Sockerfabriks Aktiebolag som betalades i form av betor, som levererades till sockerbruket under åren 1890, 1891 och 1892. Dessa kallades för betaktier.

### Saftstationen i Eslöv
Vid ett styrelsesammanträde den 29 november 1893 beslutades om att anlägga en saftstation i Eslöv.
| År   | Juli | November | Medeltal under året |
| ---- | ---- | -------- | ------------------- |
| 1907 | 21   | 83       | 27                  |
| 1929 | 20   | 99       | 27                  |
| 1938 | 6    | 77       | 23                  |

## Disponenter
- 1890-1898 Hugo Küpper
- 1898-1937 Gustaf Svensson
- 1937-1943 Knut Sonesson
- 1943      Ludvig Persson
- 1944-1968 Torsten Ulfheden
- 1968-1976 Bertil Åkermark
- 1976-1982 Per Schmidt
- 1983-1987 Lennart Rantzow
- 1987-1998 Bertil Isaksson
- 1998-     Bengt Högberg (Factory director)[8].